# Tommy Trash
Tommy Trash, pseudonimo di Thomas Olsen (Queensland, 15 novembre 1987), è un disc jockey, produttore musicale e remixer australiano che lavora in genere nell'electro house.

## Biografia
Ha iniziato a produrre musica nel 2006. A partire dal 2011, grazie a una delle sue tracce più famose, The End, viene notato da personaggi di spicco della musica elettronica, quali Tiësto, David Guetta, Swedish House Mafia, Afrojack e Laidback Luke.
Prima di The End, aveva lanciato sul mercato nel 2010 All My Friends , con le voci di Tom Piper e Mr. Wilson, proprio quest'ultimo aveva già prestato la sua voce per un'altra suo brano, Need Me to Stay, canzone nominata "Best Dance Record" (Migliore Canzone Dance) agli ARIA Awards nel 2009.
I suoi brani sono stati pubblicati su etichette di fama mondiale quali Ministry of Sound, CR2, Great Stuff, Stealth, Toolroom Records e Subliminal.
Ha inoltre collaborato con altri produttori quali John Dahlbäck, Moguai, e Angger Dimas, e ha prodotto remix per artisti quali Armand Van Helden, Kaskade, Green Velvet, Gypsy & The Cat, Ou Est Le Swimming Pool, Dabruck & Klein, e EDX.
Nel 2013 il suo remix del brano The Veldt di deadmau5 è stato in nomination per i Grammy Awards nella categoria "Best Remixed Recording, Non-Classical". Nello stesso anno il video Tuna Melt, realizzato in collaborazione con A-Trak, è stato in nomination nella categoria Best Cinematography in a Video 2013 degli MTV Video Music Awards.
Attualmente vive a Los Angeles, California.

## Discografia

### Singoli ed EP
- 2007 - “It's A Swede Thing” (con Goodwill)
- 2007 - “Fuck To The Bass” (con Tom Piper)
- 2007 - “Slide”
- 2007 - “One More” (con Tom Piper)
- 2008 - “Amsterdam EP”
- 2008 - “Lover Lover” (featuring Patsy Galore)
- 2008 - “Australia”
- 2008 - “Let Me Love You”
- 2009 - “Need Me To Stay” (featuring Mr. Wilson)
- 2009 - “My Eternity”
- 2009 - DBN, Tommy Trash feat. Michael Feiner – “Stars”
- 2010 - “Stay Close / Beautiful”
- 2010 - “Stopwatch”
- 2010 - Carl Kennedy & Tommy Trash Feat. Rosie Henshaw – “Blackwater”
- 2010 - “The Bum Song” (con Tom Piper)
- 2010 - “Bomjacker” (con DBN)
- 2010 - Tommy Trash & Tom Piper feat. Mr. Wilson – “All My Friends”
- 2011 - Angger Dimas vs Tommy Trash – “Big Fucking House”
- 2011 - Tommy Trash, NO_ID & Sebastien Lintz – “Nothing Left To Lose”
- 2011 - John Dahlbäck, Tommy Trash & Sam Obernik – “Come Undone”
- 2011 - “The End”
- 2011 - “Voodoo Groove” (con Sebastien Lintz)
- 2011 - “Future Folk”
- 2011 - “Mr President”
- 2011 - “Blair Bitch Project”
- 2011 - “Monkey See Monkey Do”
- 2011 - “Ohrwurm”
- 2012 - “Sex, Drugs, Rock N Roll”
- 2012 - “Cascade”
- 2012 - “In N' Out” (con Moguai, included in Moguai's "Mpire" album)
- 2012 - Reload (con Sebastian Ingrosso)
- 2012 - Truffle Pig
- 2013 - "Reload" (con Sebastian Ingrosso & John Martin) (Vocal Mix)
- 2013 - "Monkey See Monkey Do" (Tommy Trash Re-Edit)
- 2013 - "Tuna Melt" (con A-Trak)
- 2013 - “Monkey In Love“
- 2013 - “Hounds Of Hell“ (con Wolfgang Gartner)
- 2014 - “The Little Death“ (con KillaGraham)
- 2014 - “Lord Of The Trance“
- 2014 - "Hex" (con Wax Motif)
- 2015 - ID (con Afrojack)

### Remix
- 2006 - Sugiurumn – Star Baby, (Goodwill & Tommy Trash Remix)
- 2007 - Green Velvet Feat. Walter Phillips – Shake And Pop
- 2007 - Delta Goodrem – Believe Again
- 2007 - The Veronicas – Hook Me Up
- 2007 - Benjamin Bates – Two Flies
- 2007 - Tom Novy – Unexpected
- 2007 - Arno Cost & Arias – Magenta (Goodwill & Tommy Trash Exclusive Remix)
- 2007 - Anton Neumark – Need You Tonight (Goodwill & Tommy Trash Remix)
- 2007 - Grafton Primary – Relativity
- 2007 - Armand Van Helden – I Want Your Soul
- 2007 - My Ninja Lover – 2 x 2 (Tommy Trash Vs. My Ninja Lover Remix)
- 2008 - The Camel Rider & Mark Alston Feat. Mark Shine – Addicted
- 2008 - Faithless – Insomnia 2008 (Tommy Trash Electro Mix)
- 2008 - Karton – Never Too Late (Tommy Trash & fRew Remix)
- 2008 - Mason – The Ridge
- 2008 - Dabruck & Klein – Cars
- 2008 - Soul Central Feat. Abigail Bailey – Time After Time
- 2008 - Meck feat. Dino – So Strong
- 2008 - Kaskade – Step One Two
- 2009 - Chili Hifly feat. Jonas – I Go Crazy
- 2009 - fRew & Chris Arnott Feat. Rosie Henshaw – My Heart Stops
- 2009 - Orgasmic & Tekitek – The Sixpack Anthem
- 2009 - Neon Stereo – Feel This Real
- 2009 - Lady Sovereign – I Got You Dancing'
- 2010 - Hiroki Esashika – Kazane
- 2010 - Dave Winnel – Festival City
- 2010 - Bass Kleph – Duro
- 2010 - Stafford Brothers feat. Seany B – Speaker Freakers
- 2010 - DBN – Chicago
- 2010 - Idriss Chebak – Warm & Oriental
- 2010 - Anané – Plastic People
- 2010 - Pocket808 feat. Phil Jamieson – Monster (Babe)
- 2010 - Dimitri Vegas & Like Mike feat. Vangosh – Deeper Love
- 2010 - Jacob Plant feat. JLD – Basslines In
- 2010 - The Potbelleez – Shake It
- 2011 - fRew and Chris Arnott Feat. Rosie – This New Style
- 2011 - The Immigrant – Summer Of Love (She Said)
- 2011 - Gypsy & The Cat – Jona Vark
- 2011 - Grant Smillie Feat. Zoë Badwi – Carry Me Home
- 2011 - BKCA aka Bass Kleph & Chris Arnott – We Feel Love
- 2011 - Richard Dinsdale, Sam Obernik & Hook N Sling – Edge Of The Earth
- 2011 - John Dahlbäck ft. Erik Hassle – One Last Ride
- 2011 - EDX Feat. Sarah McLeod – Falling Out Of Love
- 2011 - Dirty South & Thomas Gold feat. Kate Elsworth – Alive
- 2011 - Moby – After
- 2011 - Zedd – Shave It
- 2011 - Steve Forte Rio feat. Lindsey Ray – Slumber
- 2011 - R3hab & Swanky Tunes feat. Max C – Sending My Love
- 2011 - Timbaland feat. Pitbull – Pass at Me
- 2012 - Swedish House Mafia & Knife Party – Antidote
- 2012 - Steve Aoki feat. Wynter Gordon – Ladi Dadi
- 2012 - Chris Lake – Build Up (Tommy Trash Edit)
- 2012 - Pnau – Unite Us
- 2012 - Nadia Ali – When It Rains
- 2012 - Nicky Romero – Toulouse
- 2012 - fRew feat. John Dubbs & Honorebel – Wicked Woman
- 2012 - Moguai & Tommy Trash - In N' Out (Tommy Trash Club Mix)
- 2012 - deadmau5 feat. Chris James – The Veldt (Tommy Trash Remix)
- 2012 - Cubic Zirconia – Darko
- 2012 - The Aston Shuffle Vs Tommy Trash - Sunrise (Won't Get Lost) (Tommy Trash Remix)
- 2013 - Sub Focus ft. Alex Clare - Endorphins
- 2013 - Destructo - Higher

- 2020 - deadmau5, Kiesza - Bridged by a Lightwave (Tommy Trash Remix)